# Daniel Ståhl
Daniel Arvid Paavali Ståhl (Solna, 27 agosto 1992) è un discobolo svedese.

## Palmarès
| Anno | Manifestazione  | Sede           | Evento           | Risultato | Prestazione | Note                                     |
| ---- | --------------- | -------------- | ---------------- | --------- | ----------- | ---------------------------------------- |
| 2009 | Mondiali U18    | Bressanone     | Lancio del disco | 16º       | 53,94 m     |                                          |
| 2009 | Mondiali U18    | Bressanone     | Getto del peso   | 16º       | 18,17 m     |                                          |
| 2010 | Mondiali U20    | Moncton        | Getto del peso   | 27º       | 16,36 m     |                                          |
| 2013 | Europei U23     | Tampere        | Lancio del disco | 4º        | 61,29 m     | Miglior prestazione personale stagionale |
| 2014 | Europei         | Zurigo         | Lancio del disco | 24º (q)   | 59,01 m     |                                          |
| 2015 | Mondiali        | Pechino        | Lancio del disco | 5º        | 64,73 m     | Miglior prestazione personale stagionale |
| 2016 | Europei         | Amsterdam      | Lancio del disco | 5º        | 64,77 m     |                                          |
| 2016 | Giochi olimpici | Rio de Janeiro | Lancio del disco | 14º (q)   | 62,26 m     |                                          |
| 2017 | Mondiali        | Londra         | Lancio del disco | Argento   | 69,19 m     |                                          |
| 2018 | Europei         | Berlino        | Lancio del disco | Argento   | 68,23 m     |                                          |
| 2019 | Mondiali        | Doha           | Lancio del disco | Oro       | 67,59 m     |                                          |
| 2021 | Giochi olimpici | Tokyo          | Lancio del disco | Oro       | 68,90 m     |                                          |
| 2022 | Mondiali        | Eugene         | Lancio del disco | 4º        | 67,10 m     |                                          |
| 2022 | Europei         | Monaco         | Lancio del disco | 5º        | 66,39 m     |                                          |
| 2023 | Giochi europei  | Chorzów        | Lancio del disco | Argento   | 67,25 m     | [ 1 ]                                    |
| 2023 | Mondiali        | Budapest       | Lancio del disco | Oro       | 71,46 m     | Record dei campionati                    |
| 2024 | Europei         | Roma           | Lancio del disco | 4º        | 66,84 m     |                                          |
| 2024 | Giochi olimpici | Parigi         | Lancio del disco | 7º        | 66,95 m     |                                          |

## Altre competizioni internazionali
2019
- Vincitore della Diamond League nella specialità del lancio del disco

2021
- Vincitore della Diamond League nella specialità del lancio del disco

2022
- Argento in Coppa Europa di lanci ( Leiria), lancio del disco - 65,95 m

2025
- Oro ai Campionati europei a squadre di atletica leggera ( Madrid), lancio del disco - 68,36 m